# Kévin Das Neves
Kévin Das Neves est un footballeur français né le 8 mai 1986 à Clermont-Ferrand. D'origine portugaise, il évolue au poste de défenseur central mais aussi milieu défensif. Il évolue aujourd’hui en D3 dans le district du Puy de Dôme. A son actif, déjà un but en deux apparitions. En 2024/2025, il connaît une saison difficile, en effet, avec un temps de jeu réduit suite à une forte concurrence dans son secteur de jeu (défense central) dans le championnat de D3 du District du Puy de Dôme, il connaît plusieurs blessures dont une importante lors d’une journée primordiale pour son équipe.  

## Biographie
Kévin Das Neves fait ses débuts au club de Romagnat dans le Puy-de-Dôme. Il intègre le pôle espoirs de Vichy en 1999 pour deux ans de préformation, puis évolue à l'AS Cannes. 
Il joue son premier match en Ligue 1 le 6 mai 2006 (Football Club de Nantes - Girondins de Bordeaux, 0-1).
Lors de l'année 2007, il est sélectionné en équipe de France espoirs, à l'occasion d'un match amical face à la Norvège.
Arrivé en fin de contrat en 2009 et habitué du banc de touche, il rejoint pour deux saisons l'US Boulogne CO où il retrouve son ancien entraîneur dans la réserve et au centre de formation au FC Nantes, Laurent Guyot.
Après une saison de chômage, il s'engage le 30 août 2011 avec le club de National du Poiré-sur-Vie Vendée Football.

## Palmarès
- LB Châteauroux
  - Championnat de France de football National (1)
    - Champion : 2017